# Підсів
Підсів (рос. подсев, англ. control sifting, нім. Kontrollsiebung f, Kontrollsieben n) — контрольний розсів сортового вугілля (антрациту), який здійснюється для виділення засмічуючих частинок, менших за нижню межу крупності даного сорту.